# Salamandertoren
De Salamandertoren (Frans: Tour Salamandre), gelegen in de Belgische stad Beaumont, is een 11e-eeuwse donjon, restant van een groter kasteel. Zeker sinds 1431 is de naam in gebruik. De donjon werd verder ontwikkeld en uitgebreid tot een vesting, die de vallei van de Hantes domineerde en waarrond de nederzetting en uiteindelijk stad Beaumont groeide. Het belangrijkste punt van de oude stadsmuren herbergt een museum over de geschiedenis van de stad.

## Geschiedenis
Voor 1071 werd er een donjon opgericht op de rand van een kleine hoogvlakte die 30 meter boven de vallei van de Hantes, aan de rechteroever, uitstak. De donjon werd door Richilde, gravin van Henegouwen, opgericht met het oog op de verdediging van het zuidelijke deel van het graafschap Henegouwen. Hij bedreigde met name het Luikse Thuin, wat problemen opleverde. In 1071 erkende Richilde dat het kasteel aan koning Hendrik IV behoorde, die het beleende aan bisschop Dietwin van Luik, die het weer terug beleende aan Richilde.

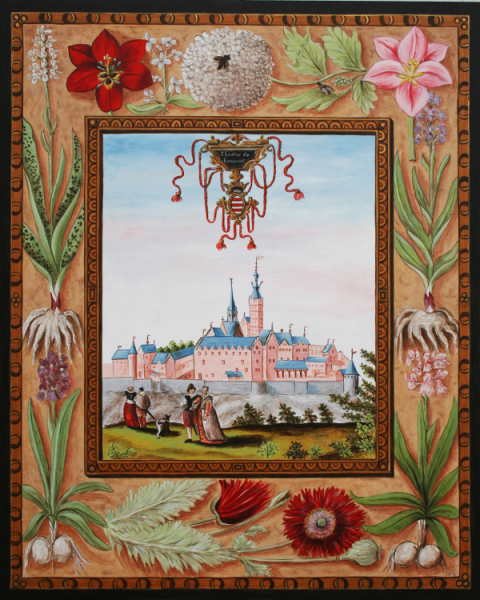
Het kasteel in de Albums van Croÿ

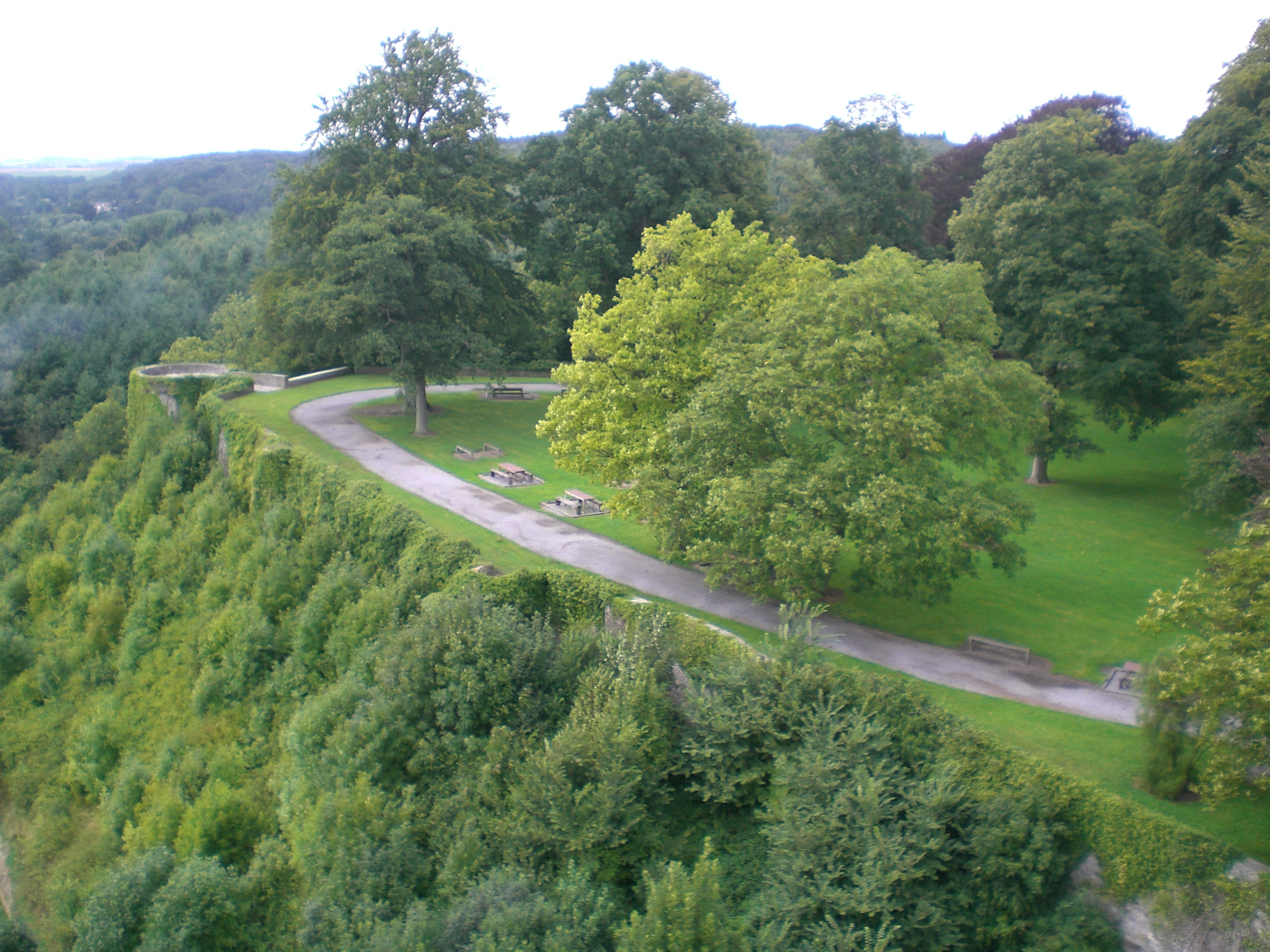
Overblijfselen van de wallen ten westen van de toren.

Onder Boudewijn IV en Boudewijn V werd een fort gebouwd ter verdediging van de nieuwe nederzetting die op deze hoogvlakte was ontstaan. Het fort en donjon zijn zonder twijfel rond 1340 afgebrand. In de 15e eeuw ontsnapte Beaumont, dankzij zijn fort en zijn machtige muren, aan de verwoestingen die gepaard gingen met de conflicten die de regio teisterden.
In 1453 ging het land van Beaumont over in de handen van de familie van Croÿ, en in het bijzonder in handen van haar eerste belangrijke vertegenwoordiger, Anton, bijgenaamd 'de Grote Croÿ'. Het fort werd omgebouwd tot een kasteel. De familie van Croÿ won verder aan invloed en maakte van Beaumont haar vaste verblijfplaats. Het kasteel werd een paleis en het dorp groeide uit tot een belangrijke stad. De eerste Croÿ, die werd opgevolgd door zijn zoon Filips, raadsman van de hertog van Bourgondië, en diens zoon Willem van Croÿ-Chièvres, leraar en raadsman van Karel V. Het kasteel-fort van Beaumont was ook de favoriete verblijfplaats van de beroemde Karel III van Croÿ, die er in 1560 werd geboren en in 1612 overleed.
De 17e eeuw was een eeuw van ellende. Na de pest, die in 1632 de bevolking decimeerde, volgde oorlog. In 1637 werd de stad een eerste maal belegerd. De stadsmuren kwamen verzwakt: het vuur en de kanonballen van de moderne artillerie sloegen bressen in de muren. In 1655 teisterden Turennes troepen de regio. In vergelding voor de weigering van de stad om mee te werken, werd ze platgebrand. Slechts een dertigtal huizen bleven gespaard. Kasteel, kerk en de Salamandertoren bleven als ruïnes achter. Van de drie kilometer aan stadswal bleef slechts een derde over. Van de vier poorten bleef slechts één poort overeind.
In 1940 had de toren opnieuw te lijden onder het oorlogsgeweld. Hij werd op 19 juli 1943 als beschermd monument geklasseerd en tussen 1955 en 1956 door Simon Brigode gerestaureerd.
Het huidige wapen van Beaumont verwijst ook naar de voormalige vesting.

## Het museum
De Salamandertoren herbergt tegenwoordig een museum over de oorsprong en geschiedenis van de stad Beaumont en de geschiedenis van haar vestingwerken. Er worden onder meer reproducties uit de beroemde Albums de Croÿ met betrekking tot het graafschap Beaumont tentoongesteld. Gravures en documenten illustreren de nauwe banden van Karel V met de familie van Croÿ. Op de bovenverdiepingen bevinden zich de genealogische beschrijvingen en de souvenirs van de prinselijke familie de Riquet de Caraman.
Er is in het museum ook een gerestaureerde kloostercel van de Clarissen en aandacht voor oude ambachten.
Men verwijst ook naar de doortocht van Napoleon in Beaumont - in de nacht van 14 op 15 juni 1815 verbleef hij in het herenhuis van Maurice de Riquet de Caraman, gelegen aan de grote markt van de stad, waar sinds 1937 de middelbare school van de Congregatie van de Dochters van Maria van Paridaens is gevestigd. Vanaf de top van de toren heeft men een uitzicht op de vallei van de Hantes (in het zuiden) en de stad Beaumont (in het noorden).